# Flora Gomes
Flora Gomes, född 31 december 1949 i Cadique, Guinea-Bissau, är en regissör och skådespelare från Guinea-Bissau. Gomes vann 2003 pris vid filmfestivalen FESPACO för sin film Nha fala.

## Filmografi

### Filmografi som regissör
- 1992 - Yontas blåa ögon
- 1995 - A Mascara
- 1996 - Po di Sangui
- 2002 - Nha fala

### Filmografi som skådespelare
- 1988 - Mortu Nega